# التیفاهر
التیفاهر (به آلمانی: Altefähr) یک شهر در آلمان است که در مکلنبورگ-فورپومرن واقع شده‌است.

## خصوصیات
التیفاهر ۲۰٫۵۹ کیلومترمربع مساحت دارد ۳ متر بالاتر از سطح دریا واقع شده‌است.